# FC Libourne
Câu lạc bộ bóng đá Libourne, trước đây gọi là AS Libourne hoặc Libourne Saint-Seurin-sur-L'Isle, là một đội bóng đá Pháp đến từ thị trấn Libourne ở Nouvelle-Aquitaine.

## Lịch sử
Câu lạc bộ được thành lập bởi Georges Kany vào năm 1935 với tên Câu lạc bộ bóng đá Libourne. Câu lạc bộ sau đó trở thành câu lạc bộ thể thao vào năm 1966 và do đó đổi tên thành Hiệp hội thể thao Libournaise hoặc đơn giản là AS Libourne. Gần ba thập kỷ sau, vào năm 1998, câu lạc bộ đã sáp nhập với AS Saint-Seurin và trở thành Câu lạc bộ bóng đá de Libourne Saint-Seurin-sur-L'Isle. Tuy nhiên, vào tháng 10 năm 2009, việc sáp nhập này đã được hoàn tác: AS Libourne trở lại tên cũ (Câu lạc bộ bóng đá Libourne) và AS Saint-Seurin biến mất.
Câu lạc bộ có biệt danh chim cánh cụt đã được thăng hạng lên Ligue 2 từ Championnat National sau mùa giải 2005-2006, nhưng đã xuống hạng sau khi kết thúc vị trí thứ 19 năm 2007. Sự sụp đổ tiếp tục và kể từ mùa giải 2013-14, câu lạc bộ đang thi đấu ở giải đấu sau khi trở thành nhà vô địch của giải đấu DSR Ligueedaippaineaine (hạng bảy) vào năm 2013.

### Thay đổi tên
- Câu lạc bộ bóng đá Libourne (1935 Từ1966)
- Hiệp hội thể thao Libournaise hoặc AS Libourne (1966 2101998)
- Câu lạc bộ bóng đá de Libourne Saint-Seurin-sur-L'Isle (1998 Biệt2009)
- Câu lạc bộ bóng đá Libourne (từ năm 2009)